# Robert Rantoul, Jr.
Robert Rantoul, Jr. (Beverly, 1805. augusztus 13. – Washington, 1852. augusztus 7.) az Amerikai Egyesült Államok szenátora (Massachusetts, 1851).